# Legia Varșovia
Legia Varșovia este un club de fotbal din Varșovia, Polonia care evoluează în Ekstraklasa. Echipa susține meciurile de acasă pe Stadion Wojska Polskiego - Stadionul Armatei Poloneze.

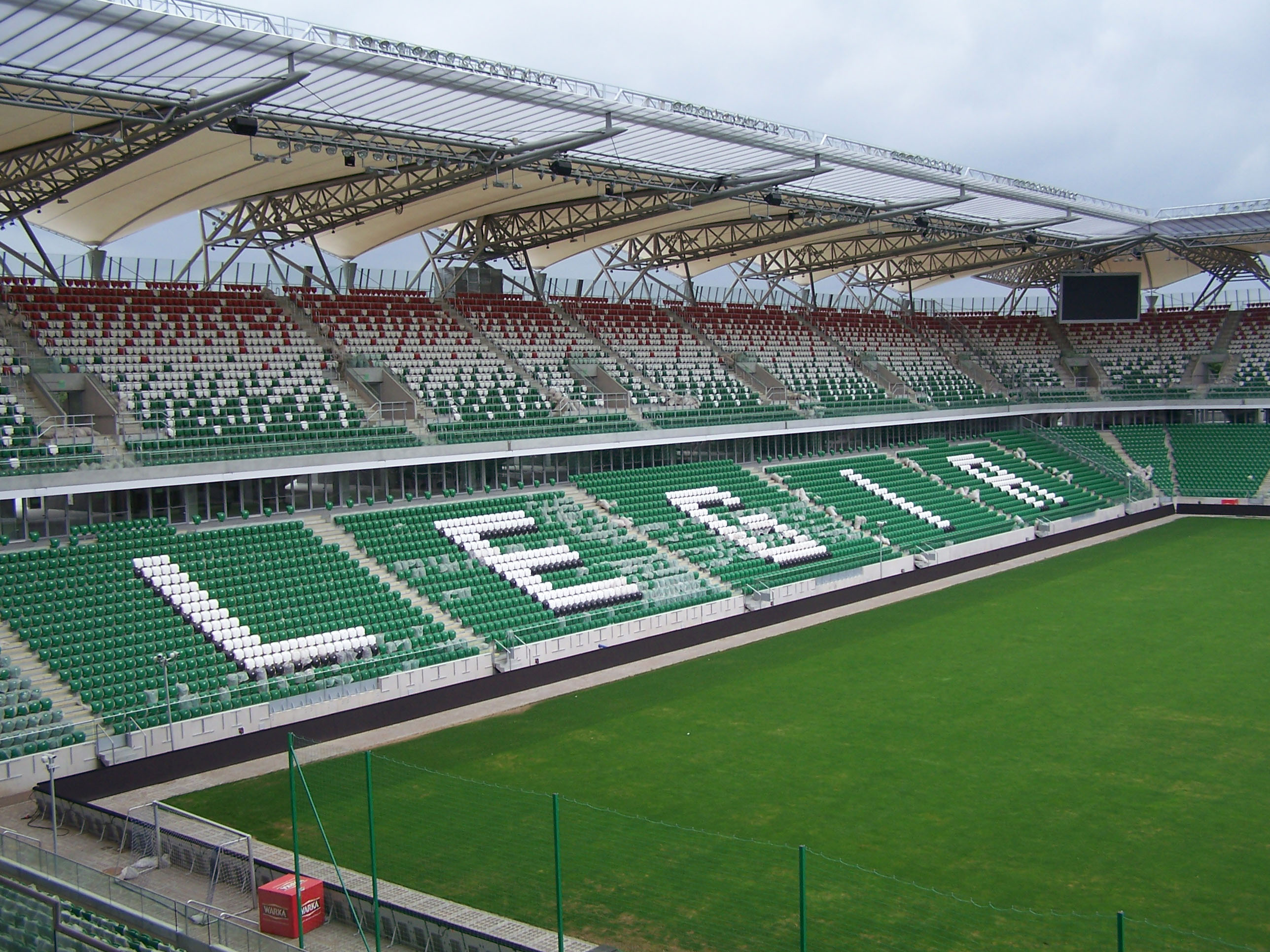
Stadion Wojska Polskiego - Stadionul Armatei Poloneze

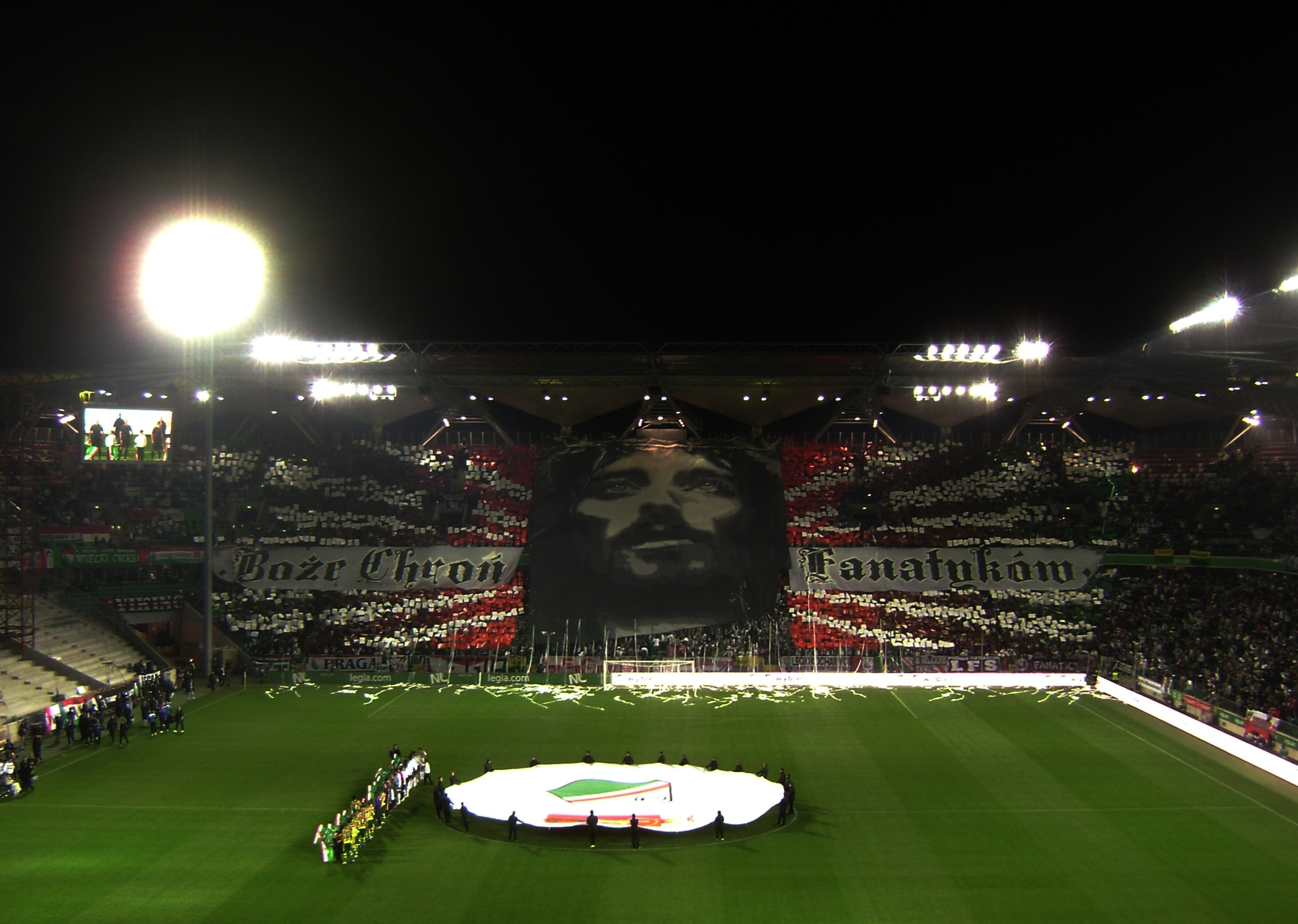
Stadion Wojska Polskiego - Stadionul Armatei Poloneze

## Palmares

### Domestic
- Ekstraklasa:
  - Primul loc (15): 1955, 1956, 1969, 1970,  1994, 1995, 2002, 2006, 2013, 2014, 2016, 2017, 2018, 2020, 2021.
  - Locul doi (14): 1960, 1968, 1971, 1985, 1986, 1993[1], 1996, 1997, 2004, 2008, 2009, 2015, 2019, 2023.
  - Locul trei (11): 1928, 1930, 1931, 1961, 1972, 1980, 1988, 1999, 2001, 2005, 2007.
- Cupa Poloniei:
  - Câștigătoare (20-record): 1955, 1956, 1964, 1966, 1973, 1980, 1981, 1989, 1990, 1994, 1995, 1997, 2008, 2011, 2012, 2013, 2015, 2016, 2018, 2023.
  - Finalistă (6): 1952, 1969, 1972, 1988, 1991, 2004.
- Supercupa Poloniei:
  - Câștigătoare (4-record): 1989, 1994, 1997, 2008.
  - Finalistă (9): 1990, 1995, 2006, 2012, 2014, 2015, 2016, 2017, 2018.
- Cupa Ligii Poloniei:
  - Câștigător (1): 2002.
  - Finalistă (2): 2000, 2008.

### Europa
- Liga Campionilor:
  - Semifinale (1): 1970
  - Sferturi de finală (2): 1971, 1996
- Cupa Cupelor UEFA:
  - Semifinale (1): 1991
  - Sferturi de finală (2): 1965, 1982
- UEFA Europa League:
  - Șaisprezecimi (3): 2012, 2014, 2015

## Lotul actual
La 28 august 2021.
| Nr. |             | Poziție | Jucător                                        |
| --- | ----------- | ------- | ---------------------------------------------- |
| 1   | Polonia     | P       | Artur Boruc                                    |
| 3   | Polonia     | F       | Mateusz Hołownia                               |
| 4   | Polonia     | F       | Mateusz Wieteska                               |
| 5   | Portugalia  | F       | Yuri Ribeiro                                   |
| 6   | Suedia      | F       | Mattias Johansson                              |
| 7   | Kosovo      | A       | Lirim Kastrati                                 |
| 8   | Portugalia  | M       | André Martins                                  |
| 9   | Cehia       | A       | Tomáš Pekhart                                  |
| 11  | Azerbaidjan | A       | Mahir Emreli                                   |
| 14  | Ucraina     | M       | Ihor Kharatin                                  |
| 16  | Albania     | M       | Jurgen Çelhaka                                 |
| 17  | Polonia     | F       | Maik Nawrocki (împrumutat de la Werder Bremen) |
| 19  | Polonia     | P       | Wojciech Muzyk                                 |
| 20  | Albania     | A       | Ernest Muçi                                    |
| 21  | Portugalia  | A       | Rafael Lopes                                   |
| 22  | Polonia     | M       | Kacper Skibicki                                |
| 23  | Israel      | F       | Joel Abu Hanna                                 |

| Nr. |            | Poziție | Jucător                     |
| --- | ---------- | ------- | --------------------------- |
| 25  | Serbia     | F       | Filip Mladenović            |
| 27  | Portugalia | M       | Josué                       |
| 28  | Polonia    | A       | Szymon Włodarczyk           |
| 29  | Mauritius  | F       | Lindsay Rose                |
| 30  | Polonia    | A       | Kacper Kostorz              |
| 31  | Polonia    | P       | Cezary Miszta               |
| 55  | Polonia    | F       | Artur Jędrzejczyk (căpitan) |
| 59  | Polonia    | P       | Kacper Tobiasz              |
| 63  | Polonia    | M       | Jakub Kisiel                |
| 64  | Ucraina    | F       | Yehor Matsenko              |
| 67  | Polonia    | M       | Bartosz Kapustka            |
| 77  | Polonia    | M       | Kacper Skwierczyński        |
| 82  | Brazilia   | A       | Luquinhas                   |
| 92  | Polonia    | M       | Bartłomiej Ciepiela         |
| 97  | Polonia    | A       | Wiktor Kamiński             |
| 99  | Polonia    | M       | Bartosz Slisz               |

## Istoric antrenori
| - József Ferenczi (Dec 1922 – May 23) - Karl Fischer (May 1927 – Oct 27) - Elemér Kovács (March 1928 – Nov 29) - Józef Kałuża (May 1930 – July 30) - Stanisław Mielech (July 1933 – Sept 33) - Gustav Wieser (Oct 1933 – Oct 34) - Karol Hanke (March 1936 – Nov 36) - Stanisław Grządziel (1945–46) - František Dembický (March 1947 – Nov 47) - Edward Drabiński (Feb 1948 – Sept 48) - Marian Schaller (March 1949 – June 49) - Wacław Kuchar (July 1949 – Dec 53) - János Steiner (Feb 1954 – Dec 55) - Ryszard Koncewicz (1 iulie 1955 – 30 iunie 1958) - Kazimierz Górski (Jan 1959 – April 59) - Stjepan Bobek (April 1959 – Dec 59) - Kazimierz Górski (Jan 1, 1960 – Dec 3, 1962) - Longin Janeczek (Dec 1962 – Dec 63) - Virgil Popescu (Jan 1964 – June 65) - Longin Janeczek (July 1965 – June 66) - Jaroslav Vejvoda (July 1966 – June 69) | - Edmund Zientara (July 1969 – July 71) - Tadeusz Chruściński (July 1971 – May 72) - Lucjan Brychczy (26 martie 1972 – 30 iunie 1973) - Jaroslav Vejvoda (1973–75) - Andrzej Strejlau (1 iulie 1975 – 30 iunie 1979) - Lucjan Brychczy (1 iulie 1979 – Oct 15, 1980) - Ignacy Ordon (Oct 1980 – June 81) - Kazimierz Górski (1 iulie 1981 – Dec 1, 1982) - Jerzy Kopa (Dec 1982 – June 85) - Jerzy Engel (1 iulie 1985 – Aug 15, 1987) - Lucjan Brychczy (Aug 27, 1987 – Nov 30, 1987) - Andrzej Strejlau (Dec 1, 1987 – 30 iunie 1989) - Rudolf Kapera (July 1989 – April 90) - Lucjan Brychczy (15 aprilie 1990 – 30 iunie 1990) - Władysław Stachurski (1 iulie 1990 – Aug 20, 1991) - Krzysztof Etmanowicz (Aug 1991 – Aug 92) - Janusz Wójcik (Sept 1, 1992 – Dec 31, 1993) - Paweł Janas (Jan 1, 1994 – 30 iunie 1996) - Mirosław Jabłoński (1996) - Władysław Stachurski (1 iulie 1996 – 10 aprilie 1997) - Mirosław Jabłoński (15 aprilie 1997 – 15 aprilie 1998) | - Stefan Białas / Jerzy Kopa (April 1998–98) - Jerzy Kopa (1998 – Jan 99) - Stefan Białas (Dec 15, 1998 – 30 iunie 1999) - Dariusz Kubicki (1 iulie 1999 – Oct 15, 1999) - Franciszek Smuda (Sept 24, 1999 – 8 martie 2001) - Krzysztof Gawara (March 2001) - Dragomir Okuka (10 martie 2001 – 12 iunie 2003) - Dariusz Kubicki (13 iunie 2003 – Oct 1, 2004) - L. Brychczy / K. Gawara / J. Zieliński (Oct 2, 2004 – Dec 04) - Jacek Zieliński (Jan 2005 – Sept 1, 2005) - Dariusz Wdowczyk (Sept 2, 2005 – 13 aprilie 2007) - Jacek Zieliński (14 aprilie 2007 – 2 iunie 2007) - Jan Urban (3 iunie 2007 – 14 martie 2010) - Stefan Białas (14 martie 2010 – 25 mai 2010) - Maciej Skorża (1 iunie 2010 – 30 mai 2012) - Jan Urban (30 mai 2012 – 19 decembrie 2013) - Henning Berg (19 decembrie 2013 – 4 octombrie 2015) - Stanislav Cherchesov (6 octombrie 2015 – 1 iunie 2016) - Besnik Hasi (3 iunie 2016 – 19 septembrie 2016) - Aleksandar Vuković (temporar, 19 septembrie 2016 – 24 septembrie 2016) - Jacek Magiera (24 septembrie 2016 – 13 septembrie 2017) - Romeo Jozak (13 septembrie 2017 – 14 aprilie 2018) - Dean Klafurić (14 aprilie 2018 – 1 august 2018) - Aleksandar Vuković (temporar, 1 august 2018 – 13 august 2018) - Ricardo Sá Pinto (13 august 2018 – 2 aprilie 2019) - Aleksandar Vuković (2 aprilie 2019 – ) |